# كول أوف ديوتي 3
كول أوف ديوتي 3 (بالإنجليزية: Call of Duty 3؛ يترجم كـ « نداء للواجب 3 »)‏ هي لعبة من نوع تصويب منظور الشخص الأول من تطوير استوديو تريارك و من نشر شركة أكتيفجن، وقد صدرت هذه اللعبة على أجهزة إكس بوكس، وإكس بوكس 360، وبلاي ستيشن 2، وبلاي ستيشن 3، ووي. صدرت اللعبة في 7 نوفمبر، 2006. وهي الثالثة في سلسلة « كول أوف ديوتي ».
تتكون اللعبة من 14 طور مهمات، ويمكنك أن تلعب باختيار جيش من أحد الجيوش التالية : (الجيش الأمريكي، الجيش البريطاني/الفرنسي، الجيش الكندي، الجيش البولندي) حيث لكل جيش يوجد قصة ومهمات خاصة به، وتكون احداث هذه اللعبة أثناء الحرب العالمية الثانية

## روابط خارجية
- كول أوف ديوتي 3 على موقع IMDb (الإنجليزية)